# Es klopft bei Wanja in der Nacht
Es klopft bei Wanja in der Nacht ist ein Kinderbuch von Tilde Michels und Reinhard Michl aus dem Jahr 1985.

## Inhalt
Das Buch beginnt mit den folgenden Reimen, die bereits mitten ins Thema führen, und zeigt eine kleine verschneite Hütte vor einem Tannenwald mit rauchendem Schornstein:

Weit fort in einem kalten Land 

steht Wanjas Haus am Waldesrand

In einer eisigen Winternacht pochen nacheinander Hase, Fuchs und Bär an Wanjas Tür und begehren Einlass. Weil der Schneesturm so fürchterlich tobt, schwören sie, einander nichts zuleide zu tun, und halten dies auch die ganze Nacht durch. Ein Schlafbild zeigt ein doppelseitiges Zimmerpanorama: In jeder Ecke schläft ein anderes Tier völlig entspannt in Gegenwart der Feinde.
Am nächsten Tag sind alle wieder verschwunden, und nur anhand der verschiedenen Tierspuren, die in drei Richtungen auseinandergehen, kann Wanja sicher sein, dass er den Besuch dieser drei, einander eigentlich feindlichen Tiere nicht geträumt hat. Er fragt sich:

Wir haben wirklich diese Nacht 

Gemeinsam friedlich zugebracht.– 

Was so ein Schneesturm alles macht!“

## Kommentar
Das Buch zeigt, dass Not ein friedliches Miteinander möglich machen kann, und erhielt dafür 1986
den Gustav-Heinemann-Friedenspreis.

## Ausgaben
Im Jahr 2012 erschien eine Übersetzung des Buches ins Pennsylvaniadeutsche von Michael Werner, Herausgeber der Zeitung Hiwwe wie Driwwe. Der Titel lautet hier "Es globbt beim Sammy in der Nacht".